# Stefanie Kreuzer (Kunsthistorikerin)
Stefanie Kreuzer (* 1966 in Ludwigshafen am Rhein) ist eine deutsche Kunsthistorikerin und Kuratorin für zeitgenössische Kunst.

## Werdegang
Kreuzer studierte von 1985 bis 1988 an der Universität Mannheim Germanistik und Romanistik und dann Kunstgeschichte und Romanistik an der Terza Università degli Studi di Roma und der Freien Universität Berlin (FU Berlin). Sie promovierte an der Freien Universität über „Die Katastrophe als Übergangsmodus kultureller Systeme im 20. Jahrhundert und das Phänomen des Übergangs bei Wolfgang Max Faust“. Während des Studiums arbeitete sie als wissenschaftliche Mitarbeiterin an der NGBK Neue Gesellschaft für Bildende Kunst (Berlin) und dem Hamburger Bahnhof – Museum für Gegenwart (Berlin). Ihr wissenschaftliches Volontariat absolvierte sie bei der K21 Kunstsammlung Nordrhein-Westfalen, Düsseldorf.
Ab 2005 war sie Direktorin des NAK Neuer Aachener Kunstverein, bis sie 2007 als Kuratorin der Hauptsammlung Malerei und Skulptur sowie als Ausstellungskuratorin an das Museum Morsbroich in Leverkusen wechselte. Von 2011 bis 2020 war Kreuzer die Hauptkuratorin am Museum Morsbroich, Leverkusen und wechselte anschließend zum Kunstmuseum Bonn.
Kreuzer ist seit Oktober 2023 die Leiterin des städtischen Museums mit dem Namen Kunstmuseum Mülheim an der Ruhr.

## Kuratierte Ausstellungen
- 2005: Kris Martin
- 2005: Michael Stevenson. The Gift. The Form and Reason for Exchange in Archaic Societies
- 2006: Simon Dybbroe Moeller
- 2006/2007: After Cage. Pablo Zuleta Zahr – Casino Social
- 2008: Kavalierstart 1978–1982. Aufbruch in die Kunst der 80er
- 2009: Revolutionen des Alltäglichen. Zeitgenössische Lateinamerikanische Kunst
- 2010: Albrecht Schäfer. Ein Tag
- 2010/2011: Neues Rheinland. Die postironische Generation
- 2011: Frauenzimmer. Sara Barker, Karla Black, Carol Bove, Thea Djordjadze, Isa Genzken, Kitty Kraus, Tatiana Trouvé
- 2011/2012: Christopher Williams. For Example: Dix-Huit Leçons Sur La Société Industrielle (Revision 15)
- 2012: Maison de Plaisance. Rosemarie Trockel / Paloma Varga Weisz
- 2016/17 mit Markus Heinzelmann und Fritz Emslander: Drama Queens. Die inszenierte Sammlung, Museum Schloss Morsbroich, Leverkusen
- 2019/20 Francis Alÿs.The Private View

## Schriften
- „Der Übergang ins Sein“, in: Unmittelbare Vergangenheit – Unterbrochene Karrieren. Drei Kulturvermittler der achtziger Jahre – Christian Borngräber, Wolfgang Max Faust, Manfred Salzgeber, NGBK Neue Gesellschaft für Bildende Kunst, Berlin 1999.
- Katastrophe als Übergangsmodus kultureller Systeme im 20. Jahrhundert und das Phänomen des Übergangs bei Wolfgang Max Faust, Frankfurt am Main 2002, (Diss.)
- „Sentimentalisches Ambient…“ oder „Das Haus mit einem rosa Walzer füllend“, in: Ausst.-Kat. Des Deux Côtés du Rhin, K21 Kunstsammlung Nordrhein-Westfalen und Museum Ludwig, Köln, 2005.
- „Verkommene Söhne, Missratene Töchter“, in: Ausst.-Kat. Kavalierstart 1978–1982 Aufbruch in die Kunst der 80er, Museum Morsbroich, 2008.
- “Gegenrede – Ironie” und „Tauchgang – Farbwelt“, in: Ausst.-Kat. Neues Rheinland. Die postironische Generation, Museum Morsbroich 2010.